# テリー・リー (1955年生の内野手)
テリー・スティーブン・リー（Terry Steven Lee、1955年12月2日 - ）は、アメリカ合衆国カリフォルニア州出身の元プロ野球選手（内野手）。

## 経歴
カリフォルニア・ポリテクニック州立大学を経て、1974年のMLBドラフト1巡目（全体の19番目）でサンフランシスコ・ジャイアンツに指名され契約。メジャー昇格することなく1980年にミルウォーキー・ブルワーズに移籍したが、ここでもメジャー昇格はならなかった。
その後、リーガ・メヒカーナ・デ・ベイスボルを経て、1983年にNPBの近鉄バファローズにテスト入団。外国人枠の関係から二軍暮らしが続くが、5月下旬にマイク・エドワーズの故障により一軍昇格。初本塁打を満塁弾で飾るなど1か月で10本塁打を放ち、打線の中枢にまで抜擢されるが7月に左肘を脱臼。その後は一軍と二軍の往復を繰り返し、そのままシーズン終了後に解雇となった。その後再びリーガ・メヒカーナ・デ・ベイスボルで2年間でプレーし引退。

## 人物
なお、同選手の登録名は当時の西武・ロッテにそれぞれ「テリー」「リー」という選手がいたため紛らわしいという球団の配慮から、ファーストネームとファミリーネームを合わせたテリーリーとなっている。

## 詳細情報

### 年度別打撃成績
| 年 度     | 球 団     | 試 合 | 打 席 | 打 数 | 得 点 | 安 打 | 二 塁 打 | 三 塁 打 | 本 塁 打 | 塁 打 | 打 点 | 盗 塁 | 盗 塁 死 | 犠 打 | 犠 飛 | 四 球 | 敬 遠 | 死 球 | 三 振 | 併 殺 打 | 打 率 | 出 塁 率 | 長 打 率 | O P S |
| --------- | --------- | ----- | ----- | ----- | ----- | ----- | -------- | -------- | -------- | ----- | ----- | ----- | -------- | ----- | ----- | ----- | ----- | ----- | ----- | -------- | ----- | -------- | -------- | ----- |
| 1983      | 近鉄      | 44    | 158   | 144   | 22    | 46    | 8        | 0        | 10       | 84    | 29    | 1     | 0        | 0     | 2     | 12    | 1     | 0     | 38    | 4        | .319  | .367     | .583     | .950  |
| 通算：1年 | 通算：1年 | 44    | 158   | 144   | 22    | 46    | 8        | 0        | 10       | 84    | 29    | 1     | 0        | 0     | 2     | 12    | 1     | 0     | 38    | 4        | .319  | .367     | .583     | .950  |

### 記録
NPB
- 初出場：1983年5月31日、対阪急ブレーブス戦（阪急西宮スタジアム）、7番・一塁手で先発出場
- 初安打：同上
- 初本塁打・初打点、1983年6月5日、対ロッテオリオンズ戦（藤井寺球場）、7回に土居正史から右越満塁

### 背番号
- 77 （1983年）